# Liten revmossa
Liten revmossa (Bazzania tricrenata) är en bladmossart som först beskrevs av Göran Wahlenberg, och fick sitt nu gällande namn av Sextus Otto Lindberg. Liten revmossa ingår i släktet revmossor, och familjen Lepidoziaceae. Enligt den finländska rödlistan är arten nära hotad i Finland. Arten är reproducerande i Sverige. Artens livsmiljö är andra skuggiga klippor. Inga underarter finns listade i Catalogue of Life.

## Bildgalleri

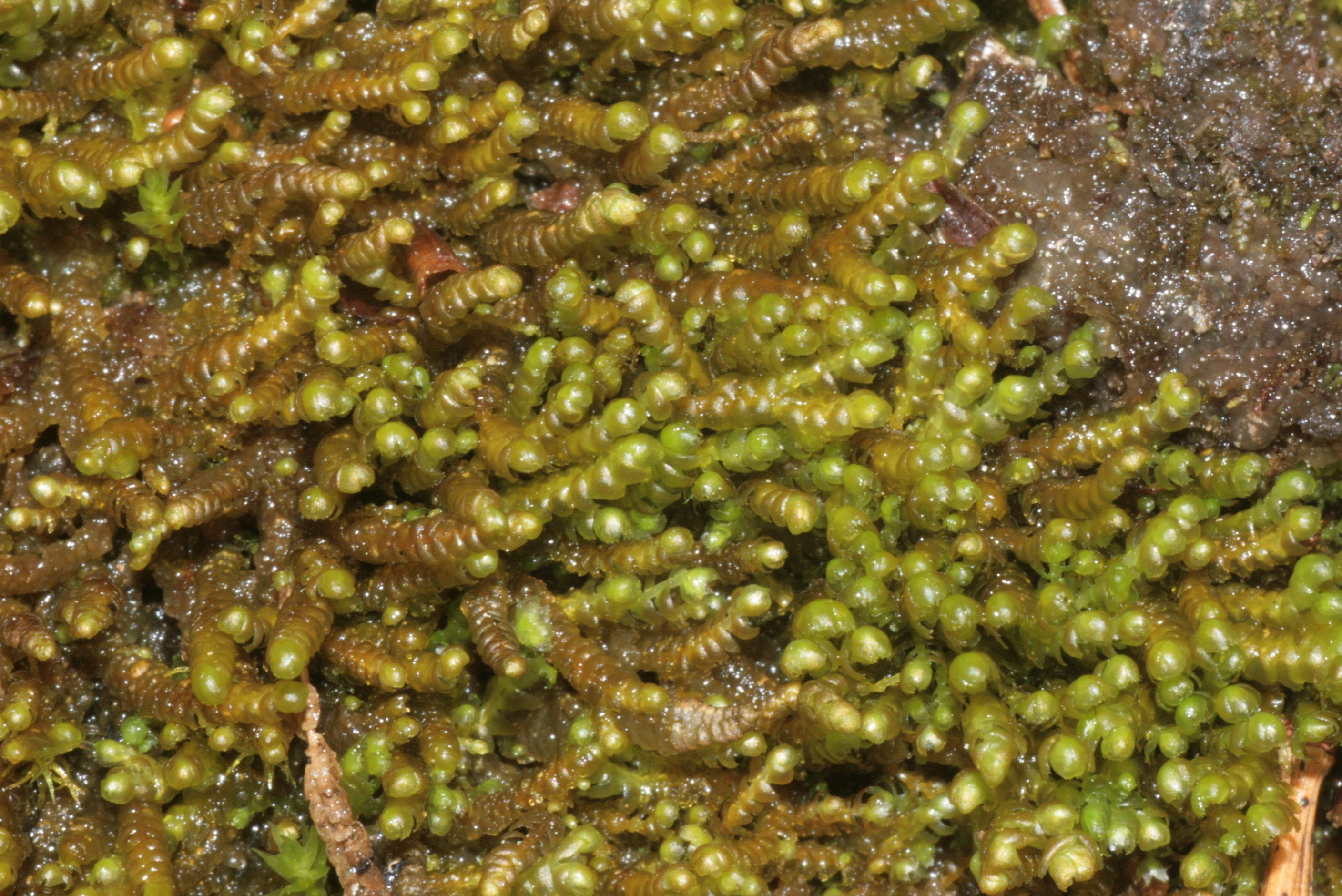
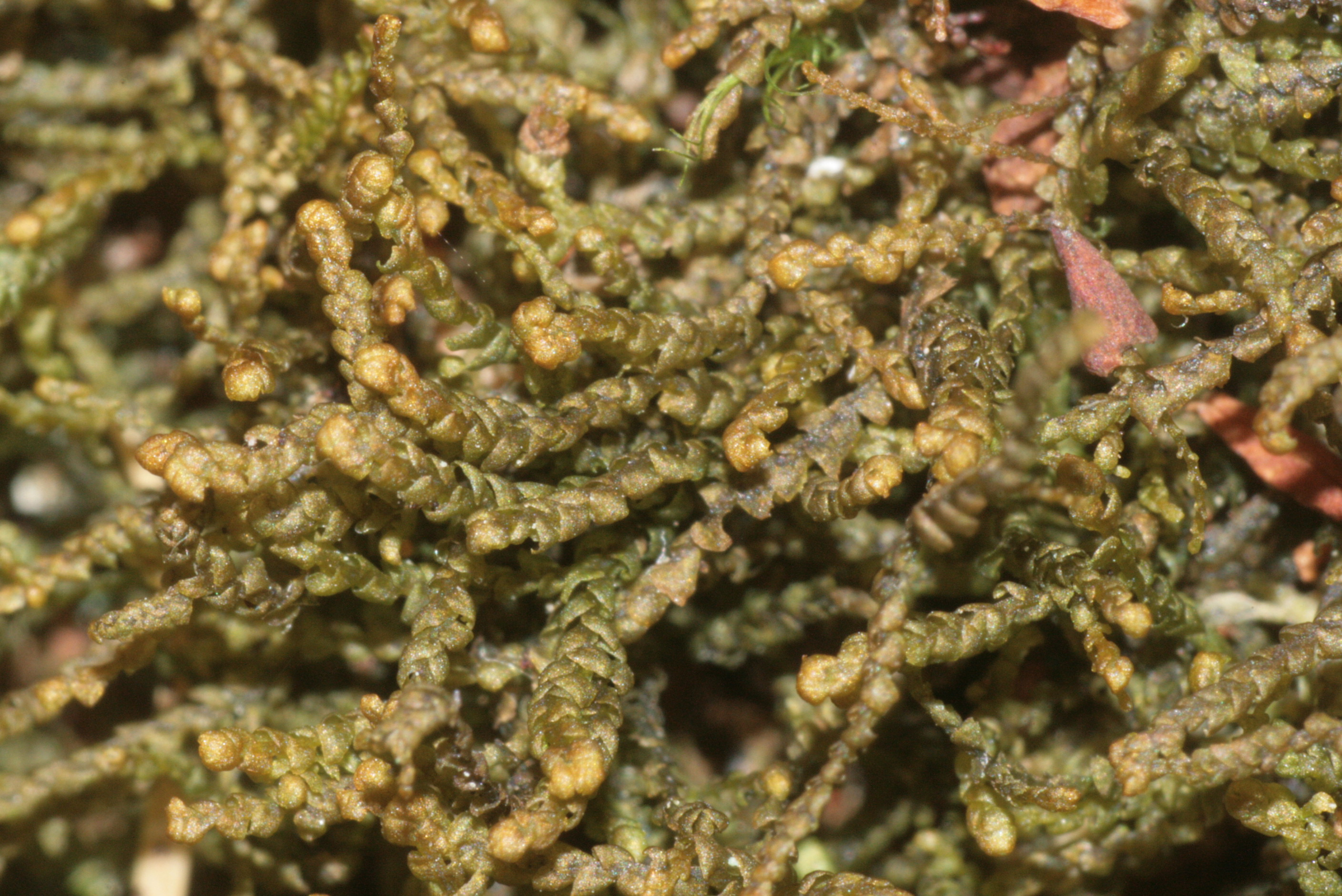
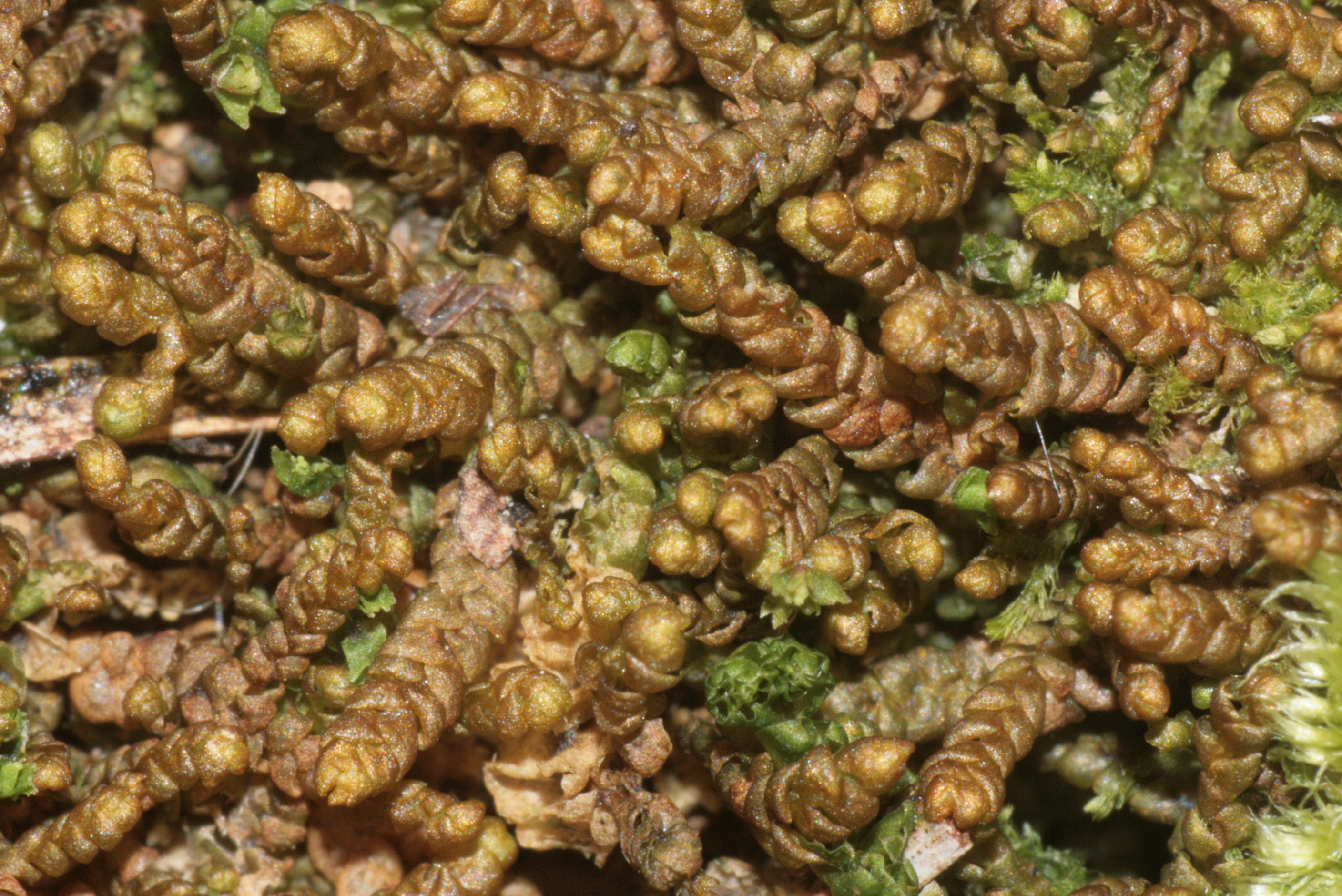
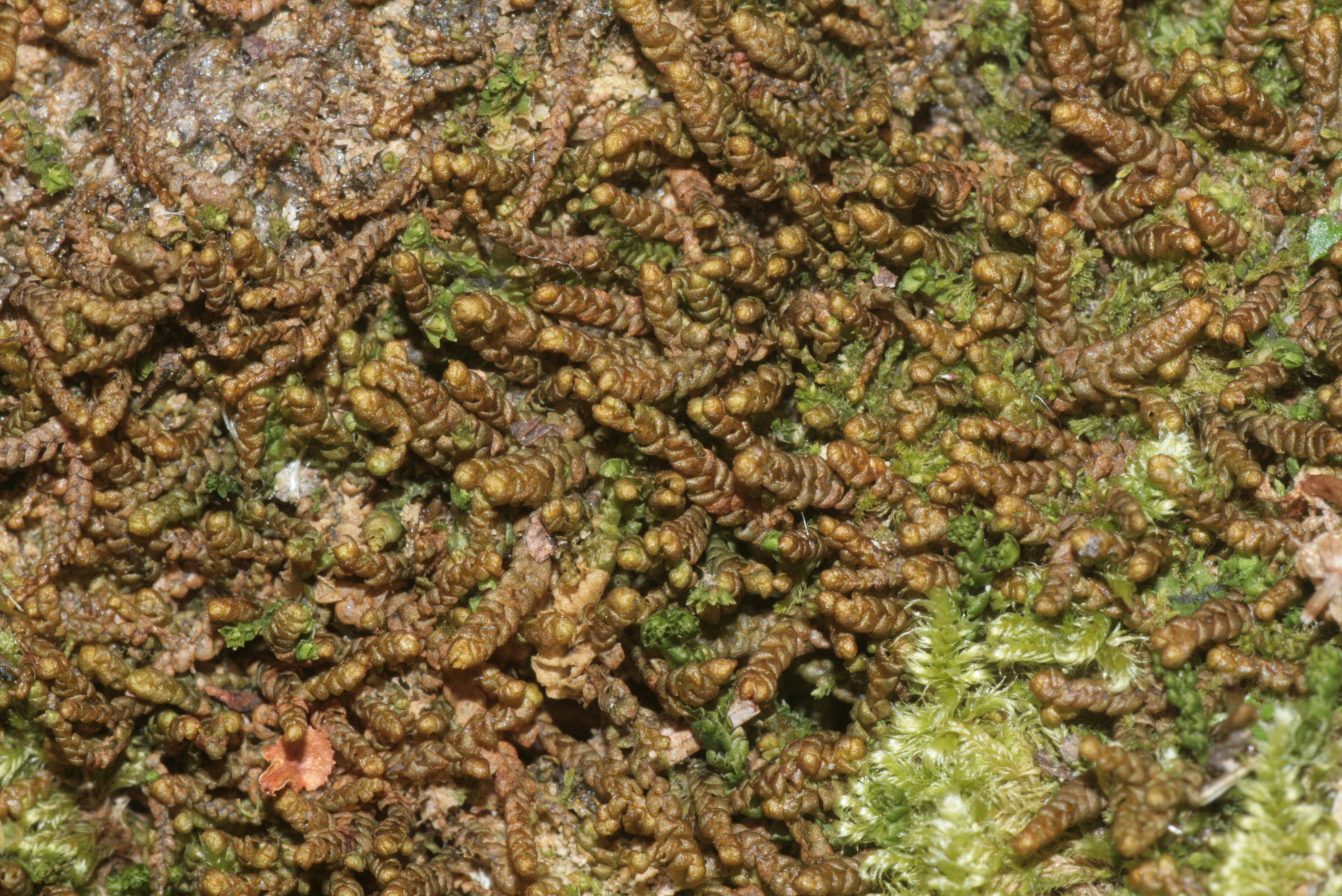